# Helmturakos
Die Helmturakos (Tauraco) sind eine Gattung in der Familie der Turakos (Musophagidae).
Sie bewohnen vorwiegend die Baumkronen von Bäumen in Waldgebieten und Savannen in Afrika und ernähren sich unter anderem von jungen Trieben, Insekten, Beeren und Früchten.
Die Helmturakos sind langschwänzige Vögel, die eine Größe zwischen 35 und 45 Zentimeter erreichen. Sie haben eine aufrichtbare Federhaube auf dem Kopf. Ihre Gefiederfarbe ist meist metallisch grün und blau. Männchen und Weibchen unterscheiden sich nicht in der Farbe und in der Größe innerhalb ihrer Art. Ihre Schwungfedern sind dunkelrot.
Während der Balz wird die Federhaube aufgerichtet und die Schwungfedern werden gespreizt, um sich zur Schau zu stellen.
Die Eier werden von beiden Altvögeln bis zu drei Wochen ausgebrütet und die geschlüpften Jungvögel von beiden Elterntieren gefüttert.

## Arten

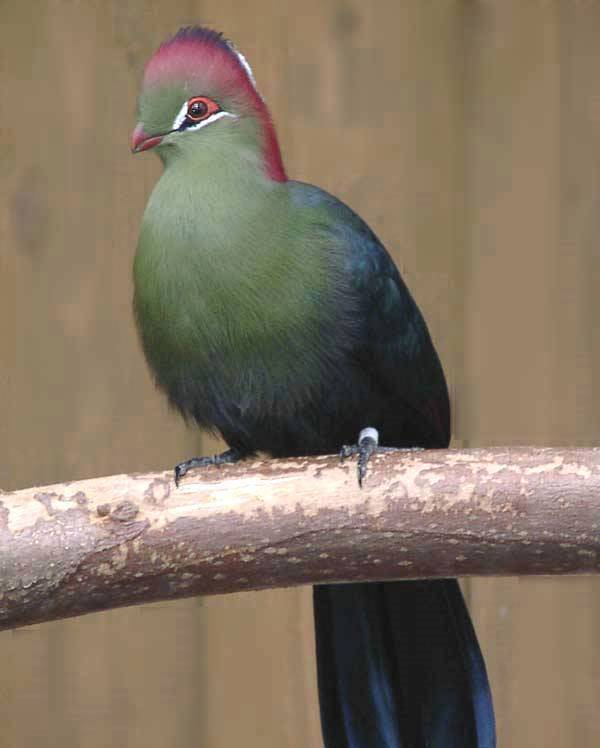
Fischerturako
(Tauraco fischeri)

Aktualisiert nach Version 12.2 IOC World Bird List, deutsche Vogelnamen nach H. Bartels und Mitarbeiter.
- Schildturako (Tauraco violaceus)
- Rossturako (Tauraco rossae)
- Blaurückenturako (Tauraco macrorhynchus)
- Bannermanturako (Tauraco bannermani)
- Weißhaubenturako (Tauraco leucolophus)
- Rothaubenturako (Tauraco erythrolophus)
- Guineaturako (Tauraco persa)
- Langschopfturako (Tauraco livingstonii)
- Schalowturako (Tauraco schalowi)
- Federhelmturako oder Helmturako (Tauraco corythaix)
- Schwarzschnabelturako (Tauraco schuetti)
- Fischerturako (Tauraco fischeri)
- Seidenturako oder Hartlaub-Turako (Tauraco hartlaubi)